# 塞雷茨·卡马
塞雷茨·卡马爵士，KBE（Sir Seretse Khama，1921年7月1日—1980年7月13日），博茨瓦纳政治家，博茨瓦纳民主党成员，曾任博茨瓦纳首任总统（1966年-1980年）。
塞雷茨是波扎那前身貝專納保護國最大部落恩瓦托部落的酋长繼承人，年幼时由叔叔采凯迪·卡马摄政。早年前往英國留学。
戰後英國工黨政府有鑑於欠下大筆債務，必須仰賴南非這塊金雞母的挹注，最後在迫於南非威脅將以武力解決「問題」的壓力之下，於1951年宣布中止塞雷茨的繼承權，並將當時已返鄉定居的他放逐海外。原先英國政府為安撫塞雷茨，安排他前往牙買加定居，但被他拒絕；最後他定居於英格蘭東南部的薩里郡，与其白人妻子一同照顧2名年幼的孩子。
被流放的塞雷茨並未因此放棄希望，在結束五年的流放生涯後，他選擇創立波札那民主黨，1965年議會大選中贏得多數，被推選為總理，持續致力於獨立運動。終於在一年後，家鄉貝專納保護國於1966年正式宣布，脫離英國獨立為如今的波扎那共和國後，在首次總統大選中被選為共和國首任總統。他一直擔任總統至1980年7月因癌症病逝為止。28年後他兒子伊恩·卡馬亦被推為第四屆總統。妻子露絲則於2002年病逝於波扎那。
塞雷茨的白人妻子露絲（Ruth Williams Khama）是他在英国留学期间透過舞會結識的。二人迅速陷入熱戀並於一年後結婚。其婚事曾引來英國政府、殖民部、公众輿論以及實行種族隔離政策的南非当局的阻擾，担任部落摄政的叔叔采凯迪亦坚持反对。此二人的恋情在2016年被改编为好莱坞电影《联合王国》。